# Pelle Peter Jencel
Pelle Peter Jencel (født Pelle Peter Jensen) er en dansk radio-, tv- & podcastvært samt DJ.
Han er kendt for sin rolle som radio og tv-vært på programmer som Lågsus, Pelle Peter På P3, Den Nye Stil, P3 Guld og Hvem Er... samt Danmarkstournéer som DJ.

## Baggrund
Pelle Peter Jensen er opvokset i Allinge på Bornholm. Hvor han gik på Bornholms Gymnasium.
Han har en bachelor i Arts of Music Management fra Rytmisk Musikkonservatorium.

## Karriere
I starten af sin journalistiske karriere arbejde han som freelance for medier som Bornholms Tidende, GAFFA og Soundvenue.
Han begyndte at arbejde hos DR i 2010 som praktikant. Fra 2012 til 2018 var han sammen Nicholas Kawamura vært på musikprogrammet Lågsus, inden Kawamura valgte at opsige sin stilling hos DR. Lågsus udviklede sig til både at være et turnerende live act der spillede 3 gange Grøn Koncert for op mod 180.000 mennesker hver sommer. Samt optrædener på en lang række festivaler som eksempelvis Smukfest, Nibe, Jelling m.fl. Derudover udgav Lågsus også musik - bl.a. med Nik & Jay, Suspekt, Fallulah og Benal.
I eget navn har Pelle spillet til Roskilde Festival, Distortion, Royal Arena, Jyske Bank Boxen, Skive Festival, Wonderfestiwall  m.fl.
Desuden har han været vært på både P3 og P6 Beat, herunder arbejdet med programmer som på Bas på P6 Beat og hiphopprogrammet Sovsen på P3. Sovsen havde premiere den 6. januar 2018 og varede tre timer hver lørdag aften. Programmet blev karakteriset som "hiphop-nørderi" og havde mere stil af en podcast end et radioprogram.
Podcastserien Den nye stil, som omhandlede dansk raps historie, havde premiere den 23. april 2018. Den Nye Stil vandt en række radiopriser - bl.a. Årets Nyskabelse, Årets Podcast og Årets Musikprogram og er ifølge radioprisernes uddeling "et monstrøst historisk værk". Desuden blev podcasten til et liveformat der bl.a. besøgte landets tre største festivaler og fyldte DR Koncerthuset, Bremen og Store Vega. Et liveformat der fik ros fra musikmagasinet Gaffa og var med i motivationen for at vinde Årets Kulturformidlerpris - Artbeats Talentpris 2020.
I efteråret 2018 var han fast musikekspert på LIVE! - Danmarks nye live-artist på DR, som var erstatningen for X Factor. Desuden har han været vært på en række festivalprogrammer på DR2 og P3 Guld 2020 på DR1. Sidstnævnte blev med 496.000 seere det mest sete P3 Guld i historien.
Han blev sidenhen vært på det daglige musikprogram Pelle Peter På P3., samt podcastserien Hvem Er... der portrætterer danske musikere som The Minds Of 99 og Hans Philip
Under coronakrisen sendte Pelle Peter radioprogrammet Karantæne - Live Fra Lejligheden fra sit køkken. Som en del af programmet sammensatte han sangen "Tættere End Vi Tror" sammen med Hennedub, Jada, Lukas Graham, Clara, Tessa, Christopher, Mads Langer, Benjamin Hav og Don Stefano. Sangen lå i to uger nummer 1 på den danske hitliste, Track Top-40. og blev d. 4. august certificeret Guld med 4,5 millioner streams.
Pelle Peter Jencel har desuden siden 2018 været dommer i Karrierekanonen.

## Private forhold
I starten af januar 2019 blev det offentliggjort, at Pelle Peter Jensen og Maria Arcel var blevet forlovet.
Parret blev gift den 31. august 2019 på Bornholm.

## Priser
| Nomineret for      | Prisuddeling        | Pris                    | Status | År   |
| ------------------ | ------------------- | ----------------------- | ------ | ---- |
| Lågsus             | Radio Prix          | Den Gyldne Mikrofon     | Tabt   | 2013 |
| Lågsus             | Radio Prix          | Den Gyldne Mikrofon     | Tabt   | 2015 |
| Lågsus             | Danish DJ Awards    | Årets Danske Radio DJ   | Tabt   | 2018 |
| Den Nye Stil       | Radio Prix          | Årets Nyskabelse        | Vundet | 2018 |
| Den Nye Stil       | Radio Prix          | Årets Musikprogram      | Vundet | 2018 |
| Den Nye Stil       | Radio Prix          | Årets Podcast           | Vundet | 2018 |
| Den Nye Stil       | Zulu Awards         | Årets Lyd               | Tabt   | 2019 |
| Den Nye Stil Live  | Radio Prix          | Årets Event             | Tabt   | 2019 |
| Den Nye Stil       | Radio Prix          | Årets Musikprogram      | Vundet | 2019 |
| Den Nye Stil       | Zulu Awards         | Årets Lyd               | Tabt   | 2020 |
| Karantæne På P3    | Radio Prix          | Årets Radioprogram      | Tabt   | 2020 |
| Den Nye Stil Live  | Radio Prix          | Årets Event             | Tabt   | 2020 |
| Pelle Peter Jencel | Radio Prix          | Årets Radiopersonlighed | Tabt   | 2020 |
| Den Nye Stil       | Artbeats            | Årets Talent            | Vundet | 2020 |
| Hvem Er...         | Danish Music Awards | Årets Bedrift           | Vundet | 2020 |